# Laura Antillano
Laura Mercedes Antillano Armas  (Caracas, Venezuela, 8 de agosto de 1950) es una escritora venezolana, que ha incursionado en los géneros de ensayo, poesía, cuento, novela y crítica literaria. También ha trabajado como titiritera, guionista de radio y televisión y promotora cultural. Desde sus 10 años estuvo vinculada a la ciudad de Maracaibo y posteriormente, a partir de 1976, a la ciudad de Valencia.
Es ganadora del Premio Nacional de Literatura 2012-2014, Premio Bienal José Rafael Pocaterra mención Poesía con la obra: Migajas ( 2004), Premio Ministerio del PP de la Cultura en Literatura 2011, Ascesis al Premio Miguel Otero Silva de la editorial Planeta de Venezuela con su novela: Solitaria solidaria (1990), Premio de Cuento del diario El Nacional con su cuento: «La luna no es de pan de horno» (1977), Premio Julio Garmendia de la Universidad Central de Venezuela con el cuento: «Caballero de Bizancio» (1975).

## Biografía
Es hija de la pintora Lourdes Armas y el periodista Sergio Antillano. Sobrina del escritor Alfredo Armas Alfonzo y prima de la poeta Edda Armas. En 1961 la familia se mudó a Maracaibo, lugar donde continuó con sus estudios. Fue también en esa ciudad donde la escritora descubrió la literatura. De hecho, con apenas 15 años de edad publica sus primeros cuentos en la página de Artes y Letras del diario Panorama.
Se gradúa como Licenciada en Letras mención Letras Hispánicas en la Universidad del Zulia el 7 de marzo de 1972 y el mismo año publica su primera novela: La muerte del monstruo come-piedras. Es egresada de la Maestría en Literatura Venezolana de la misma Universidad. Ingresó como profesora de la Universidad de Carabobo en 1976 y actualmente continúa en ella realizando su aporte docente como profesora jubilada. 
Creó las páginas “Literatura” e “Infantil” del diario Hora Cero, mantuvo una columna en el diario El Carabobeño y actualmente es columnista de los diarios Últimas Noticias y Notitarde, además de una página de promoción a la lectura, el cine y otros medios expresivos en la Revista Dominical de esa publicación.
Además de su trabajo como escritora y docente, Antillano también ha incursionado en el cine, la televisión y la radio. En 1982 trabajó junto al director Olegario Barrera en el guion de la película “Pequeña revancha”, basada en un cuento original de Antonio Skarmeta, iniciativa que les valió el premio a Mejor guion de largometraje del Festival de Cine Nacional de Mérida y el Premio de la Asociación Nacional de Autores Cinematográficos.Ganó el Premio Foncine al Mejor Guion Cinematográfico para Niños y Jóvenes con el guion Con cierto corazón (1987) escrito a cuatro manos con Néstor Caballero. Formó parte del equipo de guionista de Radio Caracas Televisión, dirigidos por César Bolívar, en la ejecución de la producción televisiva de los cuentos del escritor venezolano Rómulo Gallegos, donde tuvo a su cargo los guiones de «La fruta del cercano ajeno» y «La hora menguada».  
En 1989 firma el manifiesto de bienvenida a Fidel Castro, donde 911 intelectuales venezolanos saludaban la visita del líder cubano.
En cuanto a sus trabajos radiales, se destaca la producción y dirección del programa sabatino “La palmera luminosa”, transmitido por la emisora Universitaria 104.5 de la Universidad de Carabobo durante 12 años. Bajo su idea, se escribe el guion del corto de ficción “Entre líneas”, realizado por Emilia Anguita, producido por el Departamento de Cine de la Universidad de los Andes y el Consejo Municipal del Distrito Federal. Adapta para televisión el cuento de su autoría «La luna no es de pan de horno», realizado bajo la producción de César Bolívar, dirigido por Luisa de la Ville, y cuyos papeles protagónicos son ejecutados por Beatriz Vásquez, Jariana Armas y Rafael Gil. 
Actualmente preside la Fundación La Letra Voladora y produce un evento anual, con apoyo del Centro Nacional Autónomo de Cinematografía y el Centro Nacional del libro, titulado "Encuentro con la literatura y el audiovisual para niños y jóvenes", que alcanzó su 11° edición en el año 2016.

## Algunas publicaciones
1) La bella época (cuentos, 1969). 
2) La muerte del monstruo come-piedra (novela, 1971 y 1997).
3) Un carro largo se llama tren (cuentos, 1975).
4) Haticos Casa n.º 20 (cuentos, 1975).
5) Los niños y la literatura (estudio, 1978).
6) Maracaibo: Las paredes del sueño (textos, con fotografías de Julio Vengoechea, 1981).
7) Perfume de gardenia (novela, 1982, 1984 y 1996). 
8) Dime si adentro de ti, no oyes tu corazón partir (cuentos, 1983 y 1992).
9) Cuentos de películas (cuentos, 1985 y 1997). 
10) Literatura infantil e ideología (estudio, 1987). 
11) La luna no es pan de horno (cuentos, 1988). 
12) Solitaria Solidaria (novela, 1990 y 2001).
13) ¿Cenan los tigres la noche de Navidad?  (cuento infantil, 1990 y 2005). 
14) ¡Ay! Que aburrido es leer: El hábito lector y el cuento de la infancia (estudio, 1991) 
15) Jacobo ahora no se aburre (cuento infantil, ilustrado por Tony Boza, 1991). 
16) Tuna de mar (cuentos, 1991). 
17) Diana en la tierra wayúu (novela infantil, 1992). 
18) Una vaca querida (literatura infantil, 1996). 
19) Apuntes sobre literatura para niños y jóvenes (estudio, 1997).
20) Las aguas tenían reflejos de plata (novela, 2002). 
21) Elogio a la comunidad (texto divulgativo, 2004).
22) Poesía completa 1968-2005 (poesía, 2005). 
23) Emilio en busca del enmascarado de plata (novela para niños, 2005). 
24) La luna no es pan de horno y otros cuentos (antología de cuentos, 2005). 
25) La aventura de leer (estrategias de lectura, 2005).
26) Libro de amigo. (poesías, 2007).
27) Crónicas de una mirada conmovida(crónicas periodísticas,2011).
28) Ellas (Semblanzas, artículos, entrevistas,2013).